# Vučilčevo
Vučilčevo is een plaats in de gemeente Dubravica in de Kroatische provincie Zagreb. De plaats telt 151 inwoners (2001).